# Martin Pohl-Hesse
Martin Pohl-Hesse (* 1959 in Dortmund) ist ein deutscher Komponist, Klarinettist, Pianist und Musikpädagoge.
Pohl-Hesse studierte an der Staatlichen Hochschule für Musik Westfalen-Lippe Klarinette bei Willfried Roth-Schmidt und Klavier bei Michael Wessel-Therhorn. An der Musikhochschule Köln studierte er Komposition bei Tilmann Claus. Er unterrichtet Musiktheorie/Gehörbildung sowie Klavier und Klarinette an der Musikschule Hochsauerlandkreis und ist Dozent an der Landesmusikakademie NRW und der Universität Dortmund.
Mit Petra Charlotte Bleser bildet er das Duo CordaMota, mit dem er themenbezogene Programme entwickelt. Zur musikalischen Darbietung (Zwei Klaviere/Klavier vierhändig) gehören auch die Einbeziehung mehrerer Kunstformen, vor allem Rezitationen in unterschiedlichen Sprachen sowie Improvisationen auf verschiedenen Instrumenten.
Mit Christoph Daub, Ulrich Rikus und Benedikt Koester bildet er das ensemble 90, mit dem er neben eigenen Werken Kompositionen von Mozart, Brahms, Hindemith und Messiaen aufführte. 
Mit der Sängerin Kerstin Gennet führte er 2009 Toss my Soul auf, 12 Lieder und Szenen über Liebe und Tod in Renaissance und Barock nach Gedichten von Christian Hofmann von Hofmannswaldau, Giambattista Marino u. a. für klassischen Gesang und Saxophon.